# Le zie non sono gentiluomini
Le zie non sono gentiluomini (titolo originale in lingua inglese:  Aunts aren't gentlemen) è un romanzo umoristico di Pelham Grenville Wodehouse, pubblicato in lingua inglese nel 1974 e in lingua italiana nel 1976.

## Trama
Bertie Wooster, l'io narrante, scopre di avere delle macchie color rosa sul torace e decide di recarsi da uno specialista, il Dott. E. Jimpson Murgatroyd. Durante il tragitto si imbatte in un corteo di protesta guidato da due sue vecchie conoscenze: Vanessa Cook, una "radiosa bellezza" alla quale una volta aveva chiesto di sposarlo, e il fidanzato di lei, il geloso e manesco Orlo Porter, suo compagno di corso a Oxford e attualmente impiegato in una compagnia di assicurazioni. Bertie aiuta Orlo, nascondendolo nella sua automobile, a sfuggire alla polizia che gli dà la caccia dopo che Orlo ha aggredito un poliziotto. Durante il tragitto in automobile Orlo confida a Bertie che il padre di Vanessa, che è anche amministratore fiduciario del patrimonio di Orlo, si oppone alle nozze di Orlo con Vanessa; Orlo riesce inoltre a far sottoscrivere a Bertie una costosa assicurazione sulla vita.
Dopo che il medico gli ha prescritto a un periodo di riposo, Bertie si reca col fido valletto Jeeves a Maiden Eggesford, un villaggio del Somerset dove si è recata la zia Dahlia, ospite a sua volta del colonnello Briscoe. A Maiden Eggesford vive Mr. Cook, il padre di Vanessa, fiero avversario del col. Briscoe, suo rivale come proprietario di cavalli da corsa. Un'importante gara vede favoriti Simla, purosangue del colonnello Briscoe, e Potato Chip, di proprietà di Mr. Cook. Un punto debole di Potato Chip è l'affetto per un gattino; se, durante la corsa, il gattino è assente, Potato Chip corre svogliatamente e perde. I fautori di Simla, fra i quali c'è zia Dahlia, che ha scommesso una somma elevata sulla sua vittoria, cospirano per rubare il gattino. Vanessa incita Orlo a rubare il gattino per poter poi ricattare Mr Cook. Bertie si trova coinvolto, contro il suo volere, in questi tentativi di furto; contemporaneamente si trova coinvolto nelle schermaglie fra Vanessa, Orlo e Mr. Cook. Come al solito, Jeeves lo aiuterà a uscir fuori dalla situazione ingarbugliata e pericolosa e a scegliere, come località tranquilla, New York.

## Edizioni
- Aunts aren't gentlemen, London: Barrie & Jenkins, 1974
- The Cat-nappers, New York: Simon & Schuster, 1975
- Le zie non sono gentiluomini; traduzione di Elena Spagnol, Milano: Oscar Mondadori, 1976